# 征服 (电视剧)
《征服》是中国大陆2003年上映的一部刑侦剧，由高群书执导，石兆琪和孙红雷领衔主演。该剧取材于石家庄的真实案例，剧中的犯罪集团首恶刘华强的原型就是石家庄市当年有名的“黑老大”张宝林。由于该剧不同于同期常见的刑侦剧，着重描述人物特征与想法，受到媒体与民众青睐。该剧在播出后产生巨大的社会影响，特别是孙红雷出演的黑社会头目刘华强的角色堪称经典。

## 剧情
衡州警方徐国庆小组在调查抓捕黑社会团伙时，得知盘踞桥北一带的黑势力团伙头子刘华强的弟弟刘华文不久前曾被人打成重伤，是被另一股黑社会势力封飙所为。警方在调查刘华文时，封飙亦在吴天被杀后逃离本市，警方开始追捕刘华强。随后俗称宋老虎的宋运来又被人用同样的方式枪杀。徐国庆判断刘华强正在逐步实施他的复仇计划并开始追赶布局。最终刘华强被警方抓捕，被判处死刑。
整部剧情集中于警匪之间的追捕与反追捕，复仇与阻止复仇的力量较量。

## 演员表
| 演员     | 人物   | 簡介 |
| -------- | ------ | --- |
| 石兆琪   | 徐国庆 | 衡州市公安局副局长 |
| 孙红雷   | 刘华强 | 本剧反派，黑帮老大，于在后期中投降而被警方拘捕，而于2002年被判死刑（仅以文字交代），名字原型张宝林                     |
| 江珊     | 李丽   | 房地产商，李梅的姐姐                                                                                                   |
| 刘威葳   | 李梅   | 刘华强的妻子，李丽的妹妹，于在后期中投降而被警方拘捕，而于2002年因包庇和协助刘华强犯罪被判十年有期徒刑（仅以文字交代） |
| 李易祥   | 金宝   | 刘华强的手下，于在后期中投降而被警方拘捕，而于2002年被判死刑（仅以文字交代）                                           |
| 张立     | 王大鹏 | 刘华强的手下，于在后期中投降而被警方拘捕，而于2002年被判死刑（仅以文字交代）                                           |
| 倪土     | 宋杰   | |
| 曹珊姗   | 王斌   | |
| 董子武   | 卢志   | |
| 周晓鸥   | 吴天   | 贸易公司老板，于在前期中被刘华强枪杀，名字原型丁旭                                                                     |
| 王宝德   | 封飙   | 名字原型孙道全 |
| 张日辉   | 刘华文 | 名字原型张宝义 |
| 李梦男   | 雷丹   | |
| 弘飚     | 韩跃平 | 名字原型郝义 |
| 何铁红   | 周国权 | |
| 马小明   | 宋运来 | 名字原型马振起 |
| 巩固     | 高二林 | |
| 魏瑞祥   | 沈占华 | |
| 王宁     | 宋振涛 | 名字原型马老涛 |
| 吴俣     | 王兰   | |
| 刘丹     | 刘蕾   | |
| 李班     | 刘峰山 | |
| 周建军   | 潘虎   | |
| 刘洁     | 何晴   | |
| 卢梅平   | 朱汴生 | |
| 邸秀英   | 赵惠贞 | |
| 紫琪     | 雅楠   | |
| 倮倮     | 郭志成 | |
| 李育生   | 韩宝山 | |
| 张磊     | 王凯   | |
| 李仁堂   | 李思安 | |
| 红花     | 汪素娟 | |
| 陈兵     | 胡大海 | 名字原型老蔫儿 |
| 苏丽     | 李东   | |
| 端木新卉 | 孟非   | |
| 杨晓阳   | 应红   | |
| 于又川   | 何子会 | |
| 周振国   | 白小超 | |
| 刘冯宝真 | 陆同   | 刘华强的手下，于在前期中被刘华强枪杀                                                                                   |
| 陈亚南   | 周虎   | |
| 李嘉     | 林武   | |
| 沈振峰   | 尹明德 | |
| 李广奇   | 郝哥   | 于中期因刘华强劈他的瓜及故意找碴，而被刘华强刺伤，（特别演出）                                                         |

## 语录
刘华强
- 我告诉你一句话：是龙得盘着，是虎得卧着。我刘华强是什么人，不用我自己说。
- 给你机会你不中用啊！

## 轶事
剧中刘华强买瓜情景，与导演高群书关系要好的演员李广奇客串饰演了水果摊店主郝哥。
饰演宋运来的演员马小明在直播时透露，他在17岁左右曾经和黑社会头目马振起（外号马老敦）混过，在《征服》拍摄期间他的一个侄子被人捅了三刀，马小明带人来医院帮侄子出气，四辆出租车十几个人带着武器下了车，当时《征服》剧组正在拍刘华强进医院探望他弟弟刘华文那齣戏时马小明正在探望侄子，导演高群书一下子就被马小明独特的气质吸引住了，赶紧让饰演周国权的何铁红去要马小明电话，打听后发现马小明跟原型马老敦之间还渊源颇深，高群书当即决定：一定要马小明饰演
后来剧中华强买瓜场面被网友做成表情包，以至于孙红雷本人买瓜时都能碰到。2021年7月，连同封飙称爷、宋老虎的饭局等片段也在哔哩哔哩等网站走红并引来大量二次创作。而后在《西瓜摊主大战买瓜人》游戏中也使用了剧中华强买瓜的台词片段，孙红雷认为其行为属于侵权，向游戏开发商起诉。2023年9月25日，成都互联网法庭开庭审理此案，后于10月13日宣判，判决被告向原告赔礼道歉，赔偿经济损失3万元。